# Циммерман, Андре
Андре Циммерман (фр. André Zimmermann; 20 февраля 1939, Мезонсгутт — 5 ноября 2019, Вилле) — французский шоссейный велогонщик, выступавший на профессиональном уровне в 1963—1969 годах. Участник и призёр многих крупных гонок на шоссе своего времени, в том числе супермногодневок «Тур де Франс», «Джиро д’Италия», «Вуэльта Испании». Победитель «Тур де л’Авенир» 1963 года.

## Биография
Андре Циммерман родился 20 февраля 1939 года в коммуне Мезонсгутт департамента Нижний Рейн, Франция.
Впервые заявил о себе в шоссейном велоспорте в сезоне 1963 года, когда выиграл два этапа и генеральную классификацию любительской гонки «Тур де л’Авенир» — стал первым французом, кому удалось занять здесь первое место в общем зачёте. Также финишировал первым на одном из этапов «Рут де Франс», одержал победу в гонке «Нанси — Страсбург». По итогам этого удачного сезона подписал контракт с французской профессиональной командой Saint-Raphael-Gitane и в её составе отметился выступлением в однодневной классической гонке «Джиро ди Ломбардия», где закрыл двадцатку сильнейших.
В 1964 году занял 12 место на «Джиро д’Италия» и 36 место на «Тур де Франс». В обоих случаях помог своему титулованному одноклубнику Жаку Анкетилю выиграть генеральные классификации этих гонок. Кроме того, отметился выступлением в гонках «Париж – Люксембург» и «Эускаль Бисиклета».
Начиная с 1965 года представлял команду Peugeot-BP-Michelin. В этом сезоне стал семнадцатым в генеральной классификации «Тур де Франс», одиннадцатым на «Джиро ди Ломбардия», занял 26 место в гонке «Париж — Люксембург». Показал четвёртый результат в зачёте французского национального первенства и, попав в основной состав сборной Франции, принял участие в шоссейном чемпионате мира в Сан-Себастьяне — в программе групповой гонки профессионалов расположился на 37 строке.
В 1966 году финишировал на 23-й позиции в «Тур де Франс», стал одиннадцатым в гонке «Париж — Ницца», стартовал на «Милан — Сан-Ремо», «Париж — Люксембург», «Джиро ди Ломбардия».
На «Тур де Франс» 1967 года сошёл с дистанции в ходе восьмого этапа. В этом сезоне в первый и единственный раз в карьере участвовал в супермногодневке «Вуэльта Испании», благополучно преодолел все этапы и занял итоговое 29 место. Помимо этого, стал серебряным призёром на «Букль де Сен-Сен-Дени», взял бронзу в гонке «Бордо — Сент», был седьмым на «Туре Люксембурга», стартовал на «Эускаль Бисиклета», «Париж — Люксембург», «Джиро ди Ломбардия».
В 1968 году находился в числе участников «Джиро д’Италия», но снялся с гонки, не добравшись до финиша. Финишировал в третьим в гонках «Генуя – Ницца» и «Гран-при Плуэ».
Сезон 1969 года провёл в команде Sonolor-Lejeune. С ней в пятый раз выступил на «Тур де Франс», где занял 26 место, также занял 31 место на «Париж — Ницца» и 30 место на «Милан — Сан-Ремо».
Последний раз показал сколько-нибудь значимый результат в шоссейном велоспорте в сезоне 1970 года, когда финишировал вторым на «Критериум ду Принтемпс».
Умер 5 ноября 2019 года в Нижнем Рейне в возрасте 80 лет.